# Cyrtocara moorii
Cá ali heo xanh (Danh pháp khoa học: Cyrtocara moorii) là loài cá thuộc họ Cichlidae, đây cũng là loài cá duy nhất trong chi đơn loài Cyrtocara.

## Đặc điểm
Kích thước tối đa của chúng đạt 23 cm, xàu sắc của chúng xanh và khi trưởng thành, đầu chúng nhô ra thành một bướu ở đầu như cá La Hán nhưng nhỏ hơn, trông giống như con cá heo. Các con ali heo xanh ăn thịt khá khỏe, thịt là thức ăn chủ đạo của loài cá này. Ngoài ra các loại thức ăn đông lạnh, thức ăn viên, tôm ngâm nước muối đều là những thức ăn được chúng chấp nhận ăn trong điều kiện nuôi nhốt.
Cá Ali Heo Xanh rất thích hợp thả cùng những con cá Ali khác cùng hồ Malawi với một bể đá rộng rãi có thể tích lớn hơn 70 gallon nước. Nó an toàn và phù hợp với các loại cá ali, nhưng đôi khi hiếu chiến đối với những con cá có kích thước nhỏ. Được coi là điển hình của loài ấp trứng miệng, cá Ali Heo Xanh ấp trứng từ 12 đến 18 ngày, cá nở có kích thước 0,7 cm. Phần lớn loài ấp trứng miệng đều có thể nuôi dưỡng và sinh sản trong bể cá cảnh nếu được cung cấp một điều kiện nước phù hợp và một nhóm từ 5 tới bảy con cái và một con đực. 